# Тотожність восьми квадратів
Тотожність восьми квадратів —  алгебраїчна тотожність, що стверджує: добуток суми вісьми квадратів на іншу суму вісьми квадратів також буде сумою вісьми квадратів:
{\displaystyle \ (a_{1}^{2}+a_{2}^{2}+a_{3}^{2}+a_{4}^{2}+a_{5}^{2}+a_{6}^{2}+a_{7}^{2}+a_{8}^{2})(b_{1}^{2}+b_{2}^{2}+b_{3}^{2}+b_{4}^{2}+b_{5}^{2}+b_{6}^{2}+b_{7}^{2}+b_{8}^{2})=\,}
{\displaystyle \ (a_{1}b_{1}-a_{2}b_{2}-a_{3}b_{3}-a_{4}b_{4}-a_{5}b_{5}-a_{6}b_{6}-a_{7}b_{7}-a_{8}b_{8})^{2}+}
{\displaystyle \ (a_{1}b_{2}+a_{2}b_{1}+a_{3}b_{4}-a_{4}b_{3}+a_{5}b_{6}-a_{6}b_{5}-a_{7}b_{8}+a_{8}b_{7})^{2}+}
{\displaystyle \ (a_{1}b_{3}-a_{2}b_{4}+a_{3}b_{1}+a_{4}b_{2}+a_{5}b_{7}+a_{6}b_{8}-a_{7}b_{5}-a_{8}b_{6})^{2}+}
{\displaystyle \ (a_{1}b_{4}+a_{2}b_{3}-a_{3}b_{2}+a_{4}b_{1}+a_{5}b_{8}-a_{6}b_{7}+a_{7}b_{6}-a_{8}b_{5})^{2}+}
{\displaystyle \ (a_{1}b_{5}-a_{2}b_{6}-a_{3}b_{7}-a_{4}b_{8}+a_{5}b_{1}+a_{6}b_{2}+a_{7}b_{3}+a_{8}b_{4})^{2}+}
{\displaystyle \ (a_{1}b_{6}+a_{2}b_{5}-a_{3}b_{8}+a_{4}b_{7}-a_{5}b_{2}+a_{6}b_{1}-a_{7}b_{4}+a_{8}b_{3})^{2}+}
{\displaystyle \ (a_{1}b_{7}+a_{2}b_{8}+a_{3}b_{5}-a_{4}b_{6}-a_{5}b_{3}+a_{6}b_{4}+a_{7}b_{1}-a_{8}b_{2})^{2}+}
{\displaystyle \ (a_{1}b_{8}-a_{2}b_{7}+a_{3}b_{6}+a_{4}b_{5}-a_{5}b_{4}-a_{6}b_{3}+a_{7}b_{2}+a_{8}b_{1})^{2}.}
Відкрита Ferdinand Degen {dansk} в 1818 році, була незалежно перевідкрита Джоном Грейвзом (1843) та Артуром Келі (1845). Останні двоє відкрили її під час праці над розширенням кватерніонів до октоніонів.
В нормованій алгебрі з діленням, це означає,добуток модулів двох октоніонів дорівнює модулю їх добутку.
{\displaystyle \ |ab|=|a||b|}.
В 1898 році Адольф Гурвіц довів, що подібні тотожності можливі тільки для 1,2,4 та 8 квадратів.  Див. Теорема Гурвіца про композитні алгебри.
Кожен квадрант тотожностівосьми квадратів є тотожністю чотирьох квадратів:
{\displaystyle \ (a_{1}^{2}+a_{2}^{2}+a_{3}^{2}+a_{4}^{2})(b_{1}^{2}+b_{2}^{2}+b_{3}^{2}+b_{4}^{2})=}
{\displaystyle \ (a_{1}b_{1}-a_{2}b_{2}-a_{3}b_{3}-a_{4}b_{4})^{2}+}
{\displaystyle \ (a_{1}b_{2}+a_{2}b_{1}+a_{3}b_{4}-a_{4}b_{3})^{2}+}
{\displaystyle \ (a_{1}b_{3}-a_{2}b_{4}+a_{3}b_{1}+a_{4}b_{2})^{2}+}
{\displaystyle \ (a_{1}b_{4}+a_{2}b_{3}-a_{3}b_{2}+a_{4}b_{1})^{2}}
та,
{\displaystyle \ (a_{5}^{2}+a_{6}^{2}+a_{7}^{2}+a_{8}^{2})(b_{1}^{2}+b_{2}^{2}+b_{3}^{2}+b_{4}^{2})=}
{\displaystyle \ (a_{5}b_{1}+a_{6}b_{2}+a_{7}b_{3}+a_{8}b_{4})^{2}+}
{\displaystyle \ (a_{5}b_{2}-a_{6}b_{1}+a_{7}b_{4}-a_{8}b_{3})^{2}+}
{\displaystyle \ (a_{5}b_{3}-a_{6}b_{4}-a_{7}b_{1}+a_{8}b_{2})^{2}+}
{\displaystyle \ (a_{5}b_{4}+a_{6}b_{3}-a_{7}b_{2}-a_{8}b_{1})^{2}}
і т.д.

## Дивись також
- Тотожність чотирьох квадратів
- Процедура Келі-Діксона